# Megachoriolaus lineaticollis
Megachoriolaus lineaticollis är en skalbaggsart som beskrevs av Chemsak och Linsley 1974. Megachoriolaus lineaticollis ingår i släktet Megachoriolaus och familjen långhorningar.
Artens utbredningsområde är Panama. Inga underarter finns listade i Catalogue of Life.